# الحديقة الوطنية بجبل زغوان
الحديقة الوطنية بجبل زغوان هي حديقة وطنية تونسية أنشئت سنة 2010.
تعتبر أشجار السنديان الأخضر والخروب والصنوبر الحلبي أبرز مكوّنات الغطاء النباتي لهذه الحديقة، وتعيش بين هذه الأشجار أجناس حيوانية متنوعة أبرزها العقاب الذهبية والشاهين والعقاب المصري والخنزير البري وابن آوى والنمس والأرنب البري و الماعز البري والسحلية وبعض أنواع الثعابين.